# Bügelfrei
Als bügelfrei oder knitterfrei werden Textilien bezeichnet, die eine spezielle Behandlung unterlaufen, um glatter zu fallen und weniger häufig gebügelt werden müssen, um faltenfrei zu erscheinen.
Als bügelfrei werden Kleidungsstücke beworben, deren Gewebe mit Fasern aus Kunststoff ummantelt oder mit einer Appretur versehen wurde. 
Der Tragekomfort kann durch die resultierende Steifigkeit vermindert sein.
Häufig wird der Stoff mit den Chemikalien Dimethylolethylenharnstoff (DMEU) oder Dimethyloldihydroxyethylenharnstoff (DMDHEU) behandelt, die mit den Hydroxylgruppen Naturfasern polymerisieren und neben dem Knitterschutz auch die enthaltenen Farbstoffe fixieren und eine schmutzabweisende Wirkung haben. 
In geringer Menge kann später Formaldehyd freigesetzt werden. 
Als Alternative käme eine Behandlung mit einer Zitronensäure-Xylitol-Mischung infrage, die sich bis 2016 aber noch nicht durchsetzen konnte.
Die Stiftung Warentest stellte 2006 fest, dass nach mehreren Waschvorgängen die beworbene Bügelfreiheit zunehmend schwindet und die Wäsche dann doch wieder gebügelt werden muss. Jüngeren Berichten zufolge verliert die Wäsche heutzutage auch nach mehrmaligem Waschen ihre Bügelfreiheit nicht mehr.